# 乌尔斯河畔维洛特
烏爾斯河畔维洛特（法語：Villotte-sur-Ource，法語發音：[vilɔt syʁ uʁs]）是法国科多尔省的一个市镇，属于蒙巴尔区。该市镇总面积9.49平方公里，2009年时的人口为112人。

## 人口
乌尔斯河畔维洛特人口变化图示